# Ruska bendijska reprezentacija
Ruska bendijska reprezentacija - predstavlja Rusiju na međunarodnim natjecanjima u bendiju. Nastala je 1992., te je zakonska nasljednica sovjetske reprezentacije i reprezentacije ZND-a.
Također se, kao i švedska reprezentacija, nikad u povijesti svjetskih prvenstava nije nalazila niže od trećeg mjesta (najgori rezultat je imala na prvenstvu 2004.). Uključujući rezultate sovjetske reprezentacije - nacionalna je reprezentacija koja je osvojila najviše medalja na svijetu u bendiju. Kao ruska reprezentacija prvi je put postala svjetskim prvakom 1999. u Arhangelsku.

## Glavni treneri
- 1992. – 1994. - Jevgenij Mankos
- 1995. – 1998. - Valerij Ejhvaljd
- 1999. – 2002. - Vladimir Janko
- 2003. - Aleksandr Cyganov
- 2004. - Jurij Fokin
- 2005. – 2006. - Vladimir Janko
- 2007. - Sergej Lomanov
- 2007. – 2009. - Vladimir Janko
- 2009. – 2012. - Sergej Firsov
- 2012. – 2015. - Mihail Jurjev
- 2015. - danas - Sergej Mjaus

## Poznati igrači
- Andrej Zolotarjov
- Jevgenij Ivanuškin
- Nikolaj Kadakin
- Sergej Lomanov
- Sergej Obuhov
- Mihail Svešnikov
- Aleksandr Tjukavin
- Pavel Franc
- Iljas Handajev
- Aleksandr Šiškin

## Vanjske poveznice
- Bandy Cup - Sastav ruske reprezentacije na Svjetskom prvenstvu 2009.  Arhivirana inačica izvorne stranice od 21. travnja 2012. (Wayback Machine)
- Ruski bendijski savez
- Venäjän jääpallomaajoukkue IBDB:ssa Podatci o momčadi